# Шипиловская улица
Шипи́ловская у́лица (название утверждено 16 октября 1973 года) — улица в Москве на территории районов Орехово-Борисово Северное и Зябликово Южного административного округа города Москвы.

## Расположение
Шипиловская улица служит продолжением Новоцарицынского шоссе и идёт на восток. С севера к ней примыкает улица Маршала Захарова, с юга — Домодедовская улица. Далее Шипиловская улица пересекает Каширское шоссе, улицу Генерала Белова, Борисовский и Ореховый проезды, улицу Мусы Джалиля; затем с юга к ней примыкает Кустанайская улица. Шипиловская улица заканчивается, переходя в Задонский проезд.

## Происхождение названия
Улица названа по находящейся в этой местности бывшей деревни Шипилово. В 1960 году деревня была включена в черту Москвы. Её Новая улица для устранения одноимённости и в целях сохранения памяти о бывшей деревне 18 февраля 1966 года была  переименована в Шипиловскую.

## Примечательные здания и сооружения

### по нечётной стороне
- Дом 5, корпус 1 — Пункт выдачи «Wildberries».
- Дом 7 — культурный центр «Новый Акрополь», телерадиокомпания «Альтаир-ТВ».
- Дом 9, корпус 2 — ГУ ЦСО Орехово-Борисово Северное.
- Дом 11, корпус 2 — детский сад № 1635.
- Дом 13 — почтовое отделение № 569-115569.
- Дом 13, корпус 2 — Кабельэнергострой, Москабельэнергоремонт.
- Дом 17, корпус 3 — № 128 МГСА.
- Дом 23, корпус 1 — детская поликлиника ЮАО № 66.
- Дом 25 — Орехово-Борисово Северное
- Дом 27, корпус 2 — школа № 426 (второе здание)
- Дом 37, корпус 1 — № 83 МГСА, магазин медицинской техники «Мединструмент».
- Дом 37, корпус 2 — детский сад № 1398 (с ясельными группами).
- Дом 41, корпус 2 — детский сад № 1167 (комбинированного вида, с логопедическими, ясельными группами).
- Дом 53 — ЮАО Зябликово УПМ № 3.
- Дом 55, корпус 2 — гимназия № 1773 «Созвездие».
- Дом 57 — городская специализированная служба «Ритуал-Центр».
- Дом 59, корпус 2 — школа № 991.

### по чётной стороне
- Дом 4 — детский сад № 23 (логопедический).
- Дом 8, корпус 2 — детский сад № 842 (с ясельными группами).
- Дом 10, корпус 2 — детский сад № 935.
- Дом 12 — в 90-х годах проживал Сильвестр, лидер Ореховской ОПГ.
- Дом 14 — ЮАО Орехово-Борисово Северное, Инженерная служба ОДС-415.
- Дом 18, корпус 2 — школа № 420 (с углубленным изучением математики).
- Дом 20 — Орехово-Борисово Северное УПМ № 1.
- Дом 28а — гостиница «Милан»[вд].
- Дом 28б, стр. 1 — Мосрегионгаз.
- Дом 40, корпус 2 — частная школа «Премьер».
- Дом 46, корпус 3 — школа, центр образования № 1433 (с лицейскими классами и углубленным изучением английского языка).
- Дом 50, корпус 1 — супермаркет «Перекрёсток» (на фотографии в карточке), бывший универсам «Остров». В этом супермаркете майор милиции Евсюков устроил стрельбу в 2009 году.
- Дом 50, корпус 3, стр. 1 — Почтовое отделение № 573-115573.
- Дом 50, корпус 4 — Центр развития ребенка № 32.
- Дом 58, корпус 2 — детский сад № 1174 (комбинированного вида, с логопедическими и ясельными группами).
- Дом 60, корпус 1 — Московское городское региональное отделение партии «Единая Россия», ЮАО местное отделение района Зябликово, Инженерная служба ОДС-105 ЮАО Зябликово, Совет ветеранов района Зябликово.
- Дом 62, корпус 1 — Энергонадзор № 127 (Зябликово).
- Дом 62а — Супермаркет «Пятёрочка».
- Дом 64, корпус 1 — Московский городской совет ЮАО Зябликово, ЮАО Зябликово Инженерная Служба, ЮАО Зябликово УПМ № 4.

## Транспорт

### Автобусы
- м78: Метро «Орехово» — Метро «Выхино»
- м82: 14-й микрорайон Орехово-Борисова — 6-я Радиальная улица
- м82к: 7-й микрорайон Орехово-Борисова — 14-й микрорайон Орехово-Борисова. Ходит только по будням.
- м86: Метро «Красногвардейская» — Метро «Добрынинская»
- с819: Каширское шоссе (МКАД) — Метро «Красногвардейская»
- 826: Метро «Орехово» — Платформа Бирюлёво-Пассажирская
- с848: «Красногвардейская» — Платформа Москворечье
- 887: Метро «Алма-Атинская» — 14-й микрорайон Орехово-Борисова
- 899: Метро «Красногвардейская» — Метро «Коломенская»

### Метро
2 декабря 2011 года на пересечении Шипиловской улицы и улицы Мусы Джалиля открылась станция метро «Шипиловская». Ближе к западной части улицы располагаются станции метро «Орехово» и «Домодедовская».

## Происшествия
- В 1999 году в доме №55 корпус 1 погиб спасатель центрального регионального поисково-спасательного отряда Максим Чичин.[4]
- В ночь на 27 апреля 2009 года на Шипиловской улице бывший майор милиции Денис Евсюков устроил стрельбу в супермаркете «Остров» (дом 50, корпус 1), в ходе которой из пистолета Макарова два человека были убиты и семеро ранены[5][6].